# Purperkopglansspreeuw
De purperkopglansspreeuw (Hylopsar purpureiceps) is een vogelsoort uit de familie Sturnidae.

## Verspreiding en leefgebied
Deze soort komt voor in de landen aan de Golf van Guinee en het zuidelijke deel van Centraal-Afrika.
1. ↑  (en) Purperkopglansspreeuw op de IUCN Red List of Threatened Species.